# ديانا راميريز دي أريلانو
ديانا راميريز دي أريلانو (بالإنجليزية: Diana Ramírez de Arellano) (3 يونيو 1919، نيويورك في الولايات المتحدة - 30 أبريل 1997)؛ كاتِبة وشاعرة . درست في جامعة كمبلوتنسي بمدريد.